# نیکولزویل (آلاباما)
نیکولزویل (به انگلیسی: Nicholsville) یک منطقهٔ مسکونی در ایالات متحده آمریکا است که در شهرستان مرنگو، آلاباما واقع شده‌است. نیکولزویل ۵۷٫۰ متر بالاتر از سطح دریا واقع شده‌است.